# Corel Linux
Corel Linux fue una distribución Linux creada por Corel, empresa que distribuye el conocido programa de diseño gráfico Corel Draw. Corel a finales de los años noventa, decidió llevar todas sus aplicaciones al sistema operativo Linux. Como parte de esta estrategia Corel creó esta distribución propia, la cual estuvo basada en Debian GNU/Linux y como entorno gráfico usaba KDE.
Sin embargo, por razones que se desconocen, Corel canceló todos sus proyectos Linux y vendió su distribución Corel Linux a la empresa Xandros Incorporated, fundada por el Dr. Frederick H. Berenstein para la versión en inglés y deriva en Pixart Argentina el acuerdo para el desarrollo en Español y Portugués.
Xandros distribuyó hasta 2007 ediciones exitosas de Xandros Linux (basada en Corel Linux e inspirada en Debian GNU/Linux), tanto para usuarios domésticos, estaciones de trabajo o servidores corporativos. Xandros fue desarrollado para poder emular, tener compatibilidad y lucir como Windows, como parte de su estrategia competitiva.